# 原子力施設安全情報申告制度
原子力施設安全情報申告制度（げんしりょくしせつあんぜんじょうほうしんこくせいど）Allegation System of Nuclear Facilities Safety Informationとは、原子力事業者による法令違反行為等を早期に発見することにより、原子力災害を未然に防止する日本の制度のことである。
日本原子力史上初の刑事責任を問われたの東海村JCO臨界事故の反省を受け制度が作られた。
「核原料物質、核燃料物質及び原子炉の規制に関する法律」（原子炉等規制法）またはこの法律に基づく命令の規定に違反する事実など、原子力施設の安全に関する情報の申告を、原子力安全・保安院が受け付ていた。後に原子力規制委員会へ移管された。
内部告発制度の一種であるが、組織の内部か外部か等関係なく、広く申告を受け付ける制度である。もちろん、仮名・匿名でも受け付ける。
2002年の制定以来、年に2件から10件の申告があり、2012年現在、保安院に累計48件が申告されている。　令和3年2021年現在、原子力規制委員会にはさらに5件報告されている。

## 保護制度
原子力安全・保安院では、原子力事業者やメーカー等から、保安院への申告を理由として解雇その他不利益な取扱いを受けた従業者の保護を図ることを目的として、不利益取扱いを受けた旨の申出を受け付けている。

## 歴史
1999年9月30日 - 東海村JCO臨界事故が発生
2002年10月8日 - 保安院により運営される、原子力施設安全情報申告制度運用要領が、制定された。
2012年9月19日 - 、原子力規制委員会により運営される、原子力施設安全情報申告制度運用要領が、制定された。